# Благовещенская церковь (Каргополь)
Благове́щенская це́рковь — пятиглавая православная белокаменная церковь в городе Каргополь Архангельской области.

## История
В 1692 году на Старой торговой площади возводят Благовещенскую церковь. Построил её зодчий Шаханов. Сто рублей дал на постройку Пётр I.
В настоящее время[когда?]

 ведутся реставрационные работы.

## Архитектура и убранство
Стены из местного белого камня кубического по объёму здания прорезаны в стройном ритме расположенными оконными и дверными проёмами. Белокаменная гладь стен — как бы фон, по которому идут резные наличники с тонко выработанными деталями, прихотливо разбросанные пятна окон, классически строгая декорация алтарных апсид с изумительной бисерной резьбой.

Южная сторона храма «по изысканности пропорций и вкусу, с которым расписаны по ней узорчатые пятна окон, может соперничать с дворцами раннего флорентийского Возрождения. Но наибольшее впечатление производит убранство удивительно точно найденных по размерам и форме апсид. Оно является шедевром стенной обработки вообще. Нельзя не удивляться, с какими ничтожными, почти нищенскими средствами её счастливому зодчему удалось достигнуть ошеломляющей нарядности».Игорь Грабарь. 1909 год.